# Golpe de Estado de julio de 1936 en Barcelona
El golpe de Estado de julio de 1936 contra el gobierno de la República española, que dio comienzo a la Guerra Civil, no logró triunfar en Barcelona, lo que llevaría al fracaso de la sublevación militar en toda Cataluña.
Desde primeras horas del día 19 de julio algunas unidades de la guarnición de Barcelona abandonaron sus acuartelamientos y salieron a las calles, con el objetivo de avanzar hacia el centro de la ciudad y ocupar los puntos clave de la ciudad que les permitiera su control. El día 17 los oficiales golpistas del Ejército de África se habían apoderado del protectorado español de Marruecos, y el día 18 los conspiradores liderados por el general Gonzalo Queipo de Llano se habían sublevado en Sevilla. El comandante militar de Barcelona y jefe de la IV División Orgánica, general Francisco Llano de la Encomienda, era contrario al golpe militar, pero no logró evitar que parte de la guarnición se sublevara y se hiciera con el control de varios puntos importantes de la ciudad. Las fuerzas de Orden público, por el contrario, no secundaron el golpe.
Cuando las fuerzas leales a la República organizaron la respuesta a los golpistas, se empezó a ver que los planes de los rebeldes no estaban marchando. Además de la resistencia de las fuerzas de seguridad como la policía y la Guardia de Asalto, posteriormente se unirían varias unidades de la Guardia Civil. Por su parte, los obreros de la ciudad, con los militantes de la CNT a la cabeza, también se organizaron en milicias y empezaron a hacer frente a los rebeldes. Al atardecer del día 19 los rebeldes habían sido derrotados en buena medida y el líder de estos, el general Manuel Goded, había sido hecho prisionero. Los últimos focos de resistencia fueron sofocados el 20 de julio.
La derrota del golpe militar en Barcelona fue un gran éxito para la República, aunque tras la derrota de los facciosos se hizo evidente que las milicias obreras —en especial, las milicias anarcosindicalistas— eran las que realmente controlaban la ciudad. La derrota de los sublevados marcó el comienzo de la Revolución Española de 1936.

## Antecedentes

### Barcelona durante la República
Barcelona, capital de la región catalana, había sido un tradicional bastión del republicanismo español desde el siglo XIX y la ciudad aceptó rápidamente la proclamación de la República tras las elecciones municipales del 12 de abril de 1931 ganadas por la Esquerra Republicana de Catalunya (ERC). Ello motivó que el nacionalismo catalán se manifestase prontamente como una fuerza política considerable, creándose la Generalidad de Cataluña para satisfacer las demandas de los nacionalistas catalanes, lo cual introducía un nuevo elemento adicional a las pugnas de izquierdas y derechas durante el periodo republicano. Durante la Revolución de Asturias de 1934, los nacionalistas catalanes más apegados a la izquierda política, dirigidos por Lluís Companys, trataron de proclamar un «Estado catalán dentro de la República Federal Española» el día 6 de octubre, pero la revuelta careció de apoyo armado y Companys capituló con sus seguidores al día siguiente. La rivalidad política entre las fuerzas de izquierda y derecha en Cataluña se vio complicada por el nacionalismo catalán como tercer factor; entre los líderes nacionalistas catalanes había ciertamente una mayor identificación con la izquierda española que apoyaba las reivindicaciones autonomistas (sin llegar al separatismo) pero muchos militantes nacionalistas aún rechazaban el izquierdismo de sus líderes y se mostraban mucho más conservadores en cuestiones políticas.
En ese contexto, Barcelona era la segunda ciudad más poblada de España, su principal puerto comercial en el Mediterráneo, una fuerte plaza comercial y bancaria, y poseía mayores núcleos industriales que la propia Madrid, por lo cual dentro de la urbe barcelonesa convivían tanto los mayores sindicatos de España como las principales firmas comerciales de la gran burguesía española.

### Trama golpista
El general Emilio Mola, «director» de la trama golpista, había previsto varios puntos negros en la sublevación militar y uno de ellos era Barcelona, dado que la ciudad constituía un importante centro del movimiento obrero y por tanto las posibilidades de los militares conspiradores eran mucho menores allí que en otros sitios. El comandante de la 4.ª División Orgánica, el general Llano de la Encomienda, era fiel a la República; de hecho, había llegado a advertir a sus oficiales de que, aunque personalmente apoyaba al partido Unión Republicana, si las circunstancias le obligaban a escoger entre dos movimientos extremistas, no vacilaría en apoyar al comunismo antes que al fascismo. No obstante, esta opinión no era mayoritaria entre todos los oficiales de la guarnición barcelonesa. El comandante de la 2.ª Brigada de Caballería, el general Fernández Burriel, y el comandante de la 4.ª Brigada de Artillería, general Legorburu Domínguez, eran los principales dirigentes de la conspiración. No era este el caso del general San Pedro Aymat, que era fiel a la República. Sin embargo, dentro de la oficialidad de la guarnición barcelonesa, el verdadero alma de la conspiración era el capitán Luis López Varela. Otro de los conspiradores más destacados era el capitán Ramón Mola, hermano del general Mola, que a su vez actuó como un estrecho colaborador del «Director».
Originalmente estuvo previsto que el mando supremo de la sublevación en Barcelona recayera en el reconocido general Manuel González Carrasco, pero los conspiradores de la guarnición barcelonesa desconfiaron de González Carrasco y presionaron para cambiarle, logrando finalmente que el general Goded fuera designado para hacerse cargo de la jefatura de la rebelión. El cambio fue realizado casi a última hora, y acabaría teniendo serias consecuencias en el futuro. Fernández Burriel sería el oficial que asumiera el mando inicial de la sublevación hasta la llegada de Goded, que se encontraba destinado en Palma de Mallorca como comandante general de Baleares.
En Barcelona los oficiales afectos al alzamiento habían logrado reunir una importante fuerza, obteniendo la adhesión de gran número de oficiales, así como de voluntarios derechistas, tradicionalistas y falangistas. Contaban con una fuerza que totalizaba unos 3000 efectivos. Su plan era que las unidades que había situadas en los diferentes cuarteles de la periferia de la ciudad debían converger sobre la Plaza de Cataluña, a la vez que se hacían con el control de los principales centros políticos y administrativos (Generalidad, Parlamento de Cataluña, Ayuntamiento, Comisaría de Orden Público...) y también de los centros de telecomunicaciones (Telefónica, Correos o estaciones de radio). Suponían que, después de esto, sería fácil dominar el resto de la ciudad. Los militares conspiradores contaban con que el prestigio de Goded, «derechista convencido y enemigo de toda concesión a la izquierda», lograría alinear a las tropas barcelonesas y asegurar a los alzados la posesión de esta importante ciudad.
No obstante, los conspiradores tenían un gran problema. No contaban con el apoyo de las fuerzas de seguridad: este era el caso de la Guardia Civil, que disponía de unos 2000-3000 efectivos y cuyos oficiales (Aranguren, Escobar) se mostraban en su mayoría fieles al gobierno republicano. La situación era mucho peor en el Cuerpo de Seguridad y Asalto, que disponía de unos 2800-3200 efectivos y cuyos mandos (Arrando, Gómez, Madroñero) eran claramente republicanos. Por último, la Generalidad disponía de los Mozos de Escuadra, que tenían una plantilla de 300 efectivos y estaban al mando del teniente coronel Félix Gavari.
Los conspiradores tampoco contaban con el apoyo de la Aeronáutica Militar, la cual tenía desplegada en Barcelona a la 3.ª Escuadra, con base en el aeródromo del Prat de Llobregat y bajo el mando del teniente coronel Díaz Sandino. Tenía a sus órdenes a una escuadrilla de Nieuport-Delage NiD 52 y una patrulla de Breguet XIX. No era el caso de la Aeronáutica Naval, que sí era partidaria de los sublevados. Sus efectivos eran un par de Macchi M.18, un Dornier Wal y un Vickers Vildebeest.

## Los días previos
Unos días antes de la fecha prevista para comenzar la sublevación militar la policía detuvo a varios oficiales de la guarnición barcelonesa que estaban implicados en la conspiración, y les requisó varios documentos comprometedores, entre ellos el bando de guerra que estaba previsto publicar. Para entonces las fuerzas de seguridad habían desplegado una intensa actividad en capital catalana, realizando numerosos registros policiales y controles en las calles. Las autoridades de la Generalidad, con la colaboración del teniente coronel Vicente Guarner, prepararon un plan de respuesta a una posible sublevación de la guarnición militar. Paralelo a todos estos hechos, numerosos atletas extranjeros comenzaron a llegar a la ciudad para participar en las previstas Olimpiadas Populares.
El 17 de julio, por la tarde, la guarnición militar de Melilla se sublevó inesperadamente. Tras Melilla, siguieron las demás plazas del protectorado de Marruecos, y después —al día siguiente— se produjo el levantamiento de la guarnición de las Islas Canarias, al mando del general Francisco Franco. A las dos de la tarde del 18 de julio una parte de la guarnición de Sevilla se sublevó contra el Gobierno. El general Gonzalo Queipo de Llano arrestó a los mandos de la II División Orgánica y se hizo con el control de la misma. En poco tiempo Queipo de Llano y las fuerzas sublevadas lograron hacerse con el control del centro de Sevilla.
Las noticias fueron llegando a Barcelona a lo largo del sábado 18 de julio. Los conspiradores continuaban con sus preparativos, mientras que las autoridades republicanas y de la Generalidad se preparaban para una posible insurrección. Durante la tarde de aquel día los líderes de la Generalidad, liderados por Companys, habían rechazado la petición que los sindicatos CNT y la UGT habían realizado para que "se entregasen armas al pueblo", en parte por el temor a un estallido de violencia y en parte para evitar la preponderancia de estas organizaciones, que no obedecían los dictados del nacionalismo catalán. Por el contrario, las autoridades catalanas sí movilizaron a los "Escamots" de Estat Catalá y a las juventudes de ERC, las JEREC, a los que entregaron unos 200 fusiles.
La impaciencia de la CNT crecía en tanto sus afiliados ya habían conocido a lo largo del día los sucesos golpistas de Marruecos, Navarra, y sobre todo la sorpresiva revuelta militar en Sevilla; al no recibirse armas de la Generalidad de Cataluña, empezaron a hacer acopio de sus arsenales secretos. Los socialistas de la UGT, por su parte, se adueñaban de la dinamita depositada en el puerto y al anochecer del 18 de julio preparaban bombas caseras con ella. Durante la madrugada del día 19 siguió la actividad preparatoria de los sindicatos, que esperaban como inevitable un choque con militares alzados. Por su parte la CNT tomó por asalto varios depósitos de armas de la ciudad, incluido el viejo buque-prisión Uruguay, fondeado en el puerto; bien pertrechada, convocó una huelga general para la mañana siguiente, y se preparó para la lucha.
Pero incluso con esta situación de escalada, Llano de la Encomienda informó a Companys que todo estaba tranquilo en las guarniciones. Por su parte, los conspiradores esperaron a lo largo de todo el día 18 que se produjera llegada por avión del general Goded desde Mallorca. Las informaciones que desde Marruecos y Sevilla fueron circulando por el resto de la península supusieron que los conspiradores de Barcelona no podrían contar el factor sorpresa.

## Luchas en Barcelona

### Comienzo de la sublevación
A pesar de lo que le había comunicado el general Llano de la Encomienda, Companys no logró conciliar el sueño aquella noche del 18 al 19 de julio, por lo que salió a pasear por las Ramblas, acompañado de sus colaboradores. En medio de la calurosa noche, Companys tuvo conocimiento del comienzo de la sublevación.
Los efectivos de los cuarteles fueron despertados muy temprano y tras el desayuno recibieron una generosa ración de coñac. A unos se les dijo que tenían que ir a aplastar un levantamiento anarquista, y a otros que iban a desfilar por la ciudad en honor de la Olimpiada Popular que estaba previsto que comenzara la mañana de aquel día, sábado 19 de julio. Para desconcertar a las fuerzas leales, los soldados recibieron órdenes de sus oficiales de levantar el puño.

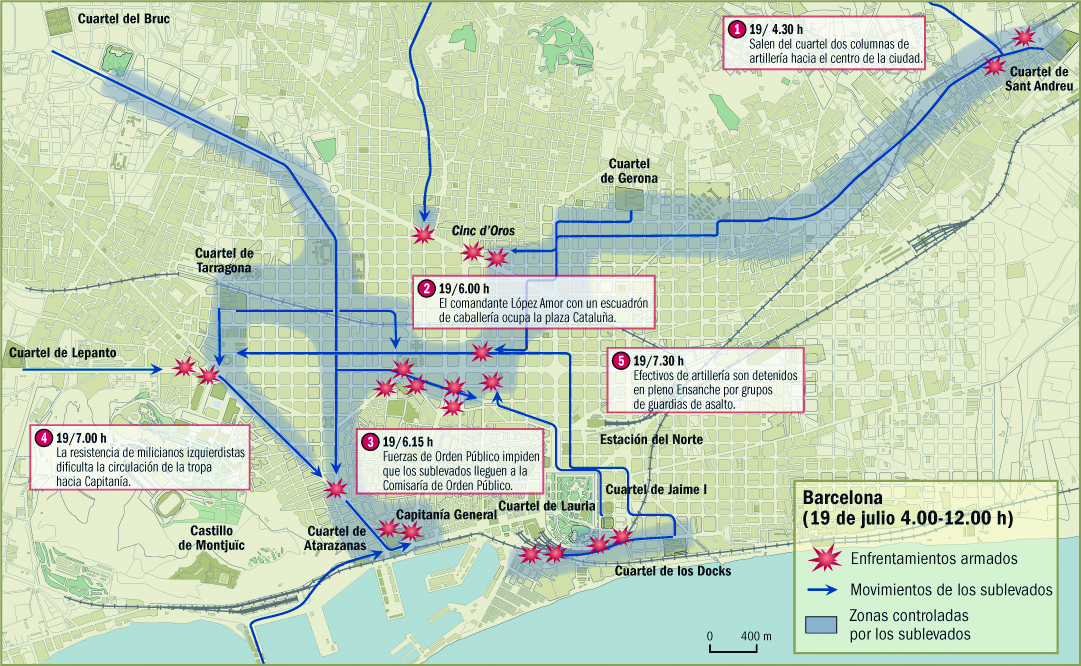
Mapa de los combates en Barcelona el 19 de julio de 1936.

Tal y como estaba previsto en los planes de los conspiradores, a partir de las 04:00 horas los oficiales conspiradores comenzaron a movilizarse y a sacar a las unidades militares de sus acuartelamientos. Los oficiales rebeldes del Regimiento de Infantería «Badajoz» n.º 13 —liderados por el comandante López-Amor— destituyeron al comandante del regimiento, coronel Fermín Espallarges, y se hicieron con el control de la unidad. A continuación movilizaron a las tropas, organizaron varias columnas que salieron desde el cuartel de Pedrables (situado al oeste de la ciudad), y bajo el mando de López-Amor se dirigieron hacia la Plaza de Cataluña. Las compañías del regimiento «Badajoz» atravesaron varias calles donde se toparon con varios conatos de resistencia, los cuales neutralizaron sin demasiada dificultad. Cuando la agrupación de López-Amor llegó a la plaza Cataluña, la guarnición de guardias de asalto que la defendía se pasó a los rebeldes. Estos procedieron a ocupar el edificio de la Telefónica, haciéndose con el control de la primera planta, pero a partir de ese momento recibieron un intenso tiroteo procedente de los alrededores que en poco tiempo diezmó la columna rebelde. Se intensificó el tiroteo de los defensores republicanos, por los que los rebeldes se retiraron para refugiarse en el Hotel Colón, el Casino Militar y la llamada «Maison Dorée». Dejaron tras de sí numerosos muertos y heridos, y al comandante López-Amor, que fue hecho prisionero.
Una de las columnas del regimiento «Badajoz», al mando del capitán López Belda, logró atravesar la Avenida Diagonal, las Corts y llegar a su destino final, superando los focos de resistencia que encontró. López Belda logró alcanzar la capitanía general, donde acordó con el capitán Lizcano de la Rosa que a partir de ese momento debía defenderse el edificio de posibles ataques enemigos y «someter» a todos aquellos que dentro de la capitanía general se resistieran a la sublevación.
Poco después de la salida de los primeros rebeldes, se les unieron a continuación el Regimiento de Caballería «Montesa», bajo la iniciativa del coronel Pedro Escalera, y el Regimiento de Caballería «Santiago», al mando del coronel  Lacasa. Las fuerzas del regimiento Montesa se organizaron en tres agrupaciones que tenían la misión de ocupar las plazas de España y de la Universidad, y también la calle San Pablo. Uno de los escuadrones logró ocupar la plaza de España con el apoyo de una batería del Regimiento de Artillería de Montaña, que enlazó con las fuerzas del regimiento «Montesa» sin tropezar con ninguna resistencia. También se logró ocupar sin mayores dificultades la plaza de la Universidad, que quedará bajo control de los sublevados hasta la tarde. Pero una de las agrupaciones, el escuadrón que se dirigía a la calle de San Pablo, es prácticamente aniquilado al tropezar con la resistencia de los guardias de asalto y sus restos de refugian en varios edificios de las cercanías.
El general Justo Legorburu se unió a la sublevación e instaló en el cuartel de San Andrés su centro de operaciones. El 7.º Regimiento de Artillería ligera también se unió a la sublevación, con la misión de avanzar por la calle Pau Clarís y alcanzar la plaza de Cataluña. Sin embargo, al avanzar por Pau Clarís se encontraron con la decidida resistencia de los guardias de Asalto allí apostados. El posterior tiroteo provocó numerosas bajas tanto en la tropa como en los caballos que arrastraban las piezas de artillería, quedando abandonados en las calles numerosos cañones que fueron capturados por las multitudes.

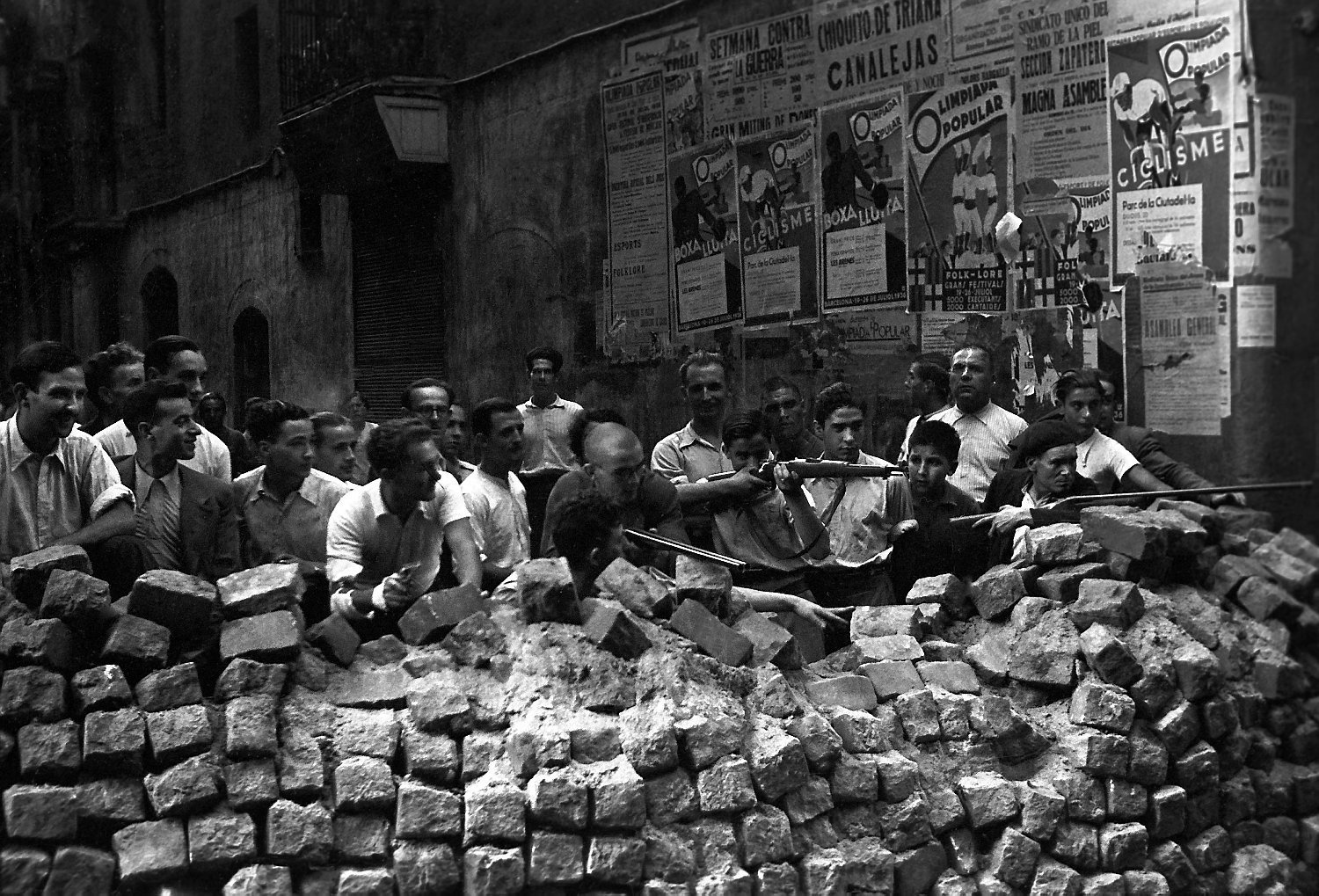
Escena de una de las barricadas levantadas la mañana del 19 de julio.

Desde el Cuartel de los «Docks» salió una columna mandada por el capitán López Varela y formada por efectivos del Regimiento de Artillería de Montaña n.º 1 que debía ocupar la Consejería de Gobernación, la Estación de Francia y el Puerto. Según los planes de los conspiradores, esta columna contaría con la protección de refuerzos del regimiento de Infantería «Alcantara», pero estos refuerzos no llegaron nunca. Cuando la columna de López Varela comenzó su avance, no pudo avanzar más de 500 metros antes de toparse con una fuerte resistencia de guardias de asalto y de militantes de la CNT-FAI, que se habían parapetado fuertemente entre los muelles del puerto y los vagones del ferrocarril. Las bajas fueron muy elevadas y los sublevados acabaron por retirarse a varios puntos fuertes, dejando atrás al capitán López Varela —que había resultado gravemente herido y fue hecho prisionero— y una batería de artillería. Uno de los oficiales de la Guardia de Asalto, el capitán Francisco Arrando, se encontraba entre los defensores que habían caído muertos durante la refriega. Los milicianos convencieron a los soldados de una batería del regimiento para que abandonaran a sus oficiales, indicándoles que estos les habían engañado sobre sus reales motivaciones. Tras ello, los milicianos contaron con el apoyo de algunas piezas de artillería.
El general Fernández Burriel —que había estado presente durante la sublevación del Regimiento «Montesa»— llegó a la comandancia de la IV División Orgánica, desde donde llamó por teléfono a uno de los oficiales del Regimiento de Infantería «Alcántara» n.º 14 y le ordenó que las tropas salieran a la calle. Se organizaron varias columnas que tenían la misión de ocupar la emisora de Radio Barcelona y también apoyar a la columna del regimiento de artillería de montaña que ya había salido para tratar de enlazar con otras unidades en el centro de la ciudad. Una primera columna avanzó hasta la calle Lauria, donde quedó diezamada por la resistencia que encontró y tuvo que refugiarse en el cercano Hotel «Ritz»; la otra columna avanzó por la avenida Icaria hasta que esta también fue diezmada y hubo de retirarse a posiciones defensivas.

### La llegada del general Goded

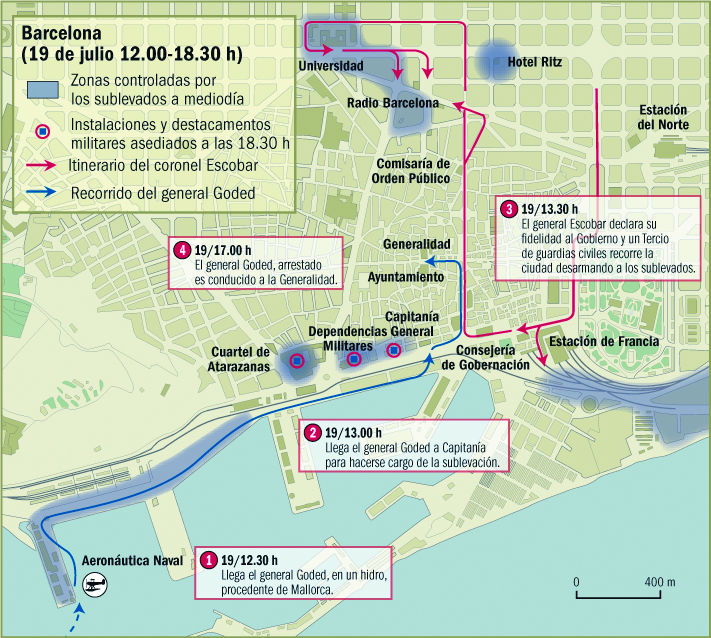
Mapa de los combates en Barcelona el 19 de julio de 1936.

En las islas Baleares, a las 07:30 horas el general Goded declaró el estado de guerra y sublevó a la guarnición militar. En poco tiempo y fácilmente logró hacerse con el control de las islas de Mallorca e Ibiza, sin apenas disparar un solo tiro. Según lo acordado por los conspiradores, Goded debía dejar Mallorca en cuanto oyera desde Barcelona una alocución patriótica, que constituía una señal de que había comenzado la sublevación en la capital catalana. Pasaron varias horas hasta que finalmente, a las 08:45 horas, los rebeldes de Barcelona emitieron la proclama e inmediatamente se preparó para partir. Goded salió del puerto de Palma de Mallorca hacia las 10:30 horas a bordo de un hidroavión y acompañado de una escolta de hidroaviones.
Sobre las 12:30 el general Goded llegó a puerto de Barcelona, atracando en las instalaciones de la Aeronáutica Naval. Fue a recibirle el teniente coronel Jacobo Roldán, del regimiento «Alcántara», quién le dijo que los soldados de la guarnición estaban luchando bien, pero terminó diciéndole: «sólo Dios sabe lo que ocurrirá cuando se enteren de que nos estamos alzando contra la República». Rápidamente, Goded se dirigió al edificio de la Capitanía general. Desde por la mañana el general Francisco Llano de la Encomienda había tenido una actitud dubitativa frente a la sublevación. Llano de la Encomienda continuó dando órdenes y haciendo llamadas telefónicas en un esfuerzo por intentar cortar la revuelta, lo que causó alguna confusión entre los rebeldes. Tras una discusión, Goded destituyó a Llano de la Encomienda y se hizo cargo de la IV División Orgánica.

### Fracaso de la rebelión
Las tropas sublevadas hubieron de entablar fuertes luchas callejeras desde el primer momento, y tras varias horas de combates pudieron tomar algunos puntos estratégicos de la ciudad —el Castillo de Montjuic, parte del edificio de Telefónica y la Plaza de Cataluña, el Hotel Ritz, la Plaza de España, el Hotel Colón y el Cuartel de Atarazanas— sólo tras sufrir graves bajas. Los anarquistas levantaron barricadas en numerosos puntos de la ciudad con el objetivo de bloquear los avances rebeldes, y las fuerzas de seguridad se les unieron en la resistencia. Algunos guardias de asalto, incluso, llegaron a compartir sus armas con los defensores anarquistas. A pesar de los planes rebeldes, las columnas sublevadas no lograron encontrarse en el centro de la ciudad por la resistencia que fueron encontrándose; por su parte, las Fuerzas de Seguridad y las milicias obreras lograron ofrecer una sólida oposición a la sublevación. Al igual que las fuerzas de Orden Público, el aeródromo de El Prat se había mantenido fiel al gobierno —junto con la escuadrilla aérea destinada en el mismo— gracias a la decidida acción del teniente coronel Díaz Sandino.

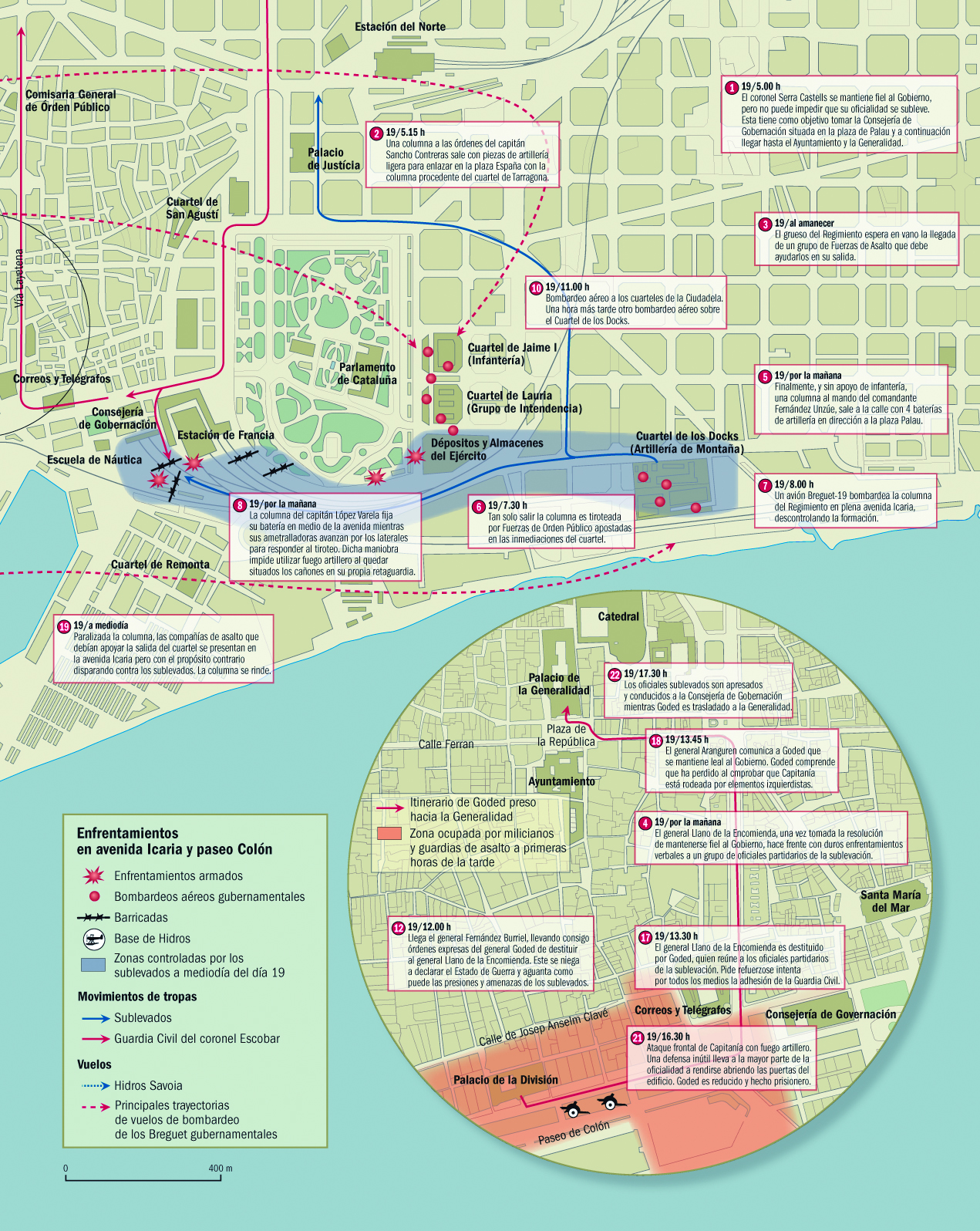
Mapa de los combates en Barcelona la tarde del 19 de julio de 1936.

Los edificios conquistados por los sublevados no constituían más que una serie de puntos aislados entre ellos, puesto que se encontraban bloqueados por barricadas y situados demasiados lejos los unos de los otros como para poder ayudarse entre sí. Goded ordenó a la escuadrilla de hidroaviones que cargaran bombas y bombardearan el aeródromo del Prat, pero el contraalmirante de Mahón ordenó a los aparatos que regresaran inmediatamente a su base en Menorca. Por el contrario, algunos aviones procedentes de El Prat realizaron ataques y bombardeos contra las columnas sublevadas que avazaban por Barcelona, lo que sembró el caos y la desmoralización entre los rebeldes.
Hacia el mediodía los militares rebeldes habían perdido el control de algunos de los edificios que habían conquistado durante la mañana y su dominio se extendía apenas ya a un par de edificios. A estas alturas la lucha parecía estancada, siendo inviable para Goded y sus hombres vencer a las milicias obreras y dominar la ciudad. Por la tarde el general Goded intentó por todos los medios que la Guardia Civil se uniera a la rebelión. El general José Aranguren, jefe de todas las fuerzas de la Guardia Civil en Cataluña, le respondió que él sólo obedecería las órdenes de la Generalidad. A las dos de la tarde, cuando parecía obvio que los rebeldes no podrían vencer, la Guardia Civil salió a las calles bajo las órdenes del coronel Antonio Escobar y se puso del lado de la legalidad republicana, poniéndose a las órdenes del presidente Companys. Poco después los hoteles Ritz y Colón, así como el edificio de Telefónica, la Plaza de Cataluña y la Plaza de la Universidad fueron tomados por las fuerzas de Orden público. Ahora las milicias y las fuerzas de seguridad se fueron concentrando alrededor de la Capitanía general, donde seguía resistiendo Goded. Por la tarde el edificio fue tomado al asalto y los principales oficiales rebeldes hechos prisioneros. Goded —que se salvó de las iras populares gracias a una famosa comunista de Barcelona, Caridad del Río— fue hecho prisionero. Los oficiales rebeldes fueron trasladados a la Consejería de Gobernación, mientras que Goded fue trasladado a la Generalidad, en presencia de Companys.
Allí se le hizo radiar un llamamiento en el cual pidió a los rebeldes que seguían resistiendo que depusieran las armas:

La suerte me ha sido adversa y he caído prisionero; sí queréis evitar que continúe el derramamiento de sangre, quedáis desligados del compromiso que teníais conmigo.

La voz del general se oyó en toda España y dio ánimos a los partidarios de la República en el resto del país.

### Los últimos combates
Al anochecer del 19 de julio en Barcelona solo resistían el cuartel de Atarazanas, cerca del puerto, y el cuartel de San Andrés (con su importante arsenal militar), a unos kilómetros del centro de la ciudad. También seguía resistiendo un grupo de oficiales y soldados del Regimiento de Caballería «Santiago» n.º 9, que se habían refugiado en el Monasterio de los Carmelitas Descalzos en la avenida Diagonal después de que el coronel Francisco Lacasa convenciera al prior.
El 20 de julio todavía continuaron los combates en algunos puntos, aunque los sublevados tenían la batalla irremisiblemente perdida. El Cuartel de San Andrés, el principal arsenal de Barcelona y sede del 7.º Regimiento ligero de artillería, había sido abandonado por sus ocupantes la noche del 19 al 20 de julio. Los anarquistas se hicieron con el control del arsenal, cayendo en sus manos entre 30 000 y 50 000 fusiles que se encontraban allí depositados. Hacia el mediodía también se rindió el Cuartel de las Atarazanas, después de una prolongada resistencia contra las milicias obreras y las fuerzas de seguridad. Durante estos últimos combates el reconocido líder anarquista Francisco Ascaso murió mientras tomaba parte en el asalto final a las Atarazanas. La muerte de Ascaso fue un duro golpe para la moral del movimiento anarquista, que estaba eufórico por su victoria. Los rebeldes que se encontraban refugiados en el Convento de los Carmelitas decidieron terminar por rendirse, pero solo ante la Guardia Civil. En los alrededores del convento se habían ido concentrado numerosos milicianos armados; los sublevados se empezaron a impacientar ante aquella concentración y llegaron a dispararar contra la multitud. Cuando los rebeldes iban a rendirse a las fuerzas de la Guardia Civil al mando del coronel Escobar, una multitud enfurecida se abalanzó sobre el lugar causando una verdadera matanza entre los rendidos y los frailes del convento. Además de estas muertes, algunos oficiales detenidos en las Dependencias Militares se suicidaron la noche del 19 del 20, como fue el caso del capitán Ramón Mola, el hermano del general Mola.
El fracaso de los militares rebeldes en Barcelona sentenció el rumbo de la sublevación en otras partes de Cataluña donde existían núcleos conspiradores. En Lérida se llegó a proclamar el estado de guerra y las tropas salieron a la calle, pero la Guardia Civil no se sublevó y con la ayuda de milicias obreras se consiguió sofocar la rebelión. En Gerona la Brigada de Montaña también declaró el estado de guerra pero cuando llegaron las noticias del fracaso del golpe en Barcelona las tropas volvieron a los cuarteles. En Tarragona, Seo de Urgel y Manresa no llegó a producirse ningún movimiento militar. Sólo en Mataró hubo un conato fallido de insurrección militar.

## Consecuencias

### Implicaciones políticas
Tras el fallido alzamiento en Barcelona, la ciudad quedó prácticamente en manos de las milicias obreras, que habían obtenido el armamento de los arsenales militares y disponían de una fuerza de hombres armados muy superior a las fuerzas de seguridad con las que podría contar tanto el Gobierno Central como la Generalidad. Hugh Thomas considera que había al terminar la rebelión militar en Barcelona las fuerzas de seguridad disponían de 5000 hombres armados, mientras que la CNT-FAI disponía de unos 30 000 hombres armados. Así pues, aunque los anarquistas y las fuerzas leales habían logrado derrotar conjuntamente a los sublevados, la realidad era que el movimiento obrero se había hecho con el control de la ciudad y había suplantado la autoridad y los poderes del estado.
Debido a esta situación, la misma noche del 20 de julio los dirigentes anarquistas García Oliver, Abad de Santillán y Buenaventura Durruti visitaron a Companys con motivo de la nueva situación que se había creado. Companys podría haber empleado a los Cuerpos de seguridad para obligar a los obreros a devolver los fusiles y municiones que habían requisado, pero se encontraba en un terreno peligroso y prefirió ofrecerles a los anarquistas la posibilidad de tomar el poder o colaborar con el estado. Los líderes anarquistas, a pesar de la experiencia histórica de represión del movimiento liberario por parte de la Generalitat, optaron por la segunda opción, aunque el Estado tendría un papel bastante limitado como se demostraría en los siguientes meses. De esta reunión entre Companys y los principales dirigentes anarquistas saldría la creación del Comité Central de Milicias Antifascistas de Cataluña (CCMA), el cual sería el verdadero gobierno en Barcelona durante muchos meses. Ello marcó el comienzo de lo que se ha conocido como la Revolución Española.
La situación no estaría, ni mucho menos, consolidada y un largo número de conflictos y enfrentamientos tendrían lugar en la ciudad durante los siguientes meses, en una escalada que terminaría desembocando en los Sucesos de mayo de 1937. La sólida implantación del control del gobierno republicano sobre Barcelona permitió que sus agencias de contraespionaje redujeran notablemente las actividades de la quinta columna afecta al bando sublevado, así como descubrir y arrestar a casi todos los líderes de Falange que habían sobrevivido a la fallida sublevación.

### Represión y violencia en la retaguardia
Los oficiales y principales líderes de la rebelión que habían sido detenidos fueron llevados inicialmente al Castillo de Montjuic, donde permanecieron hasta que el 26 de julio fueron trasladados al barco-prisión Uruguay, en el puerto de la ciudad. Durante el tiempo en que estuvieron recluidos en el barco-prisión los prisioneros recibieron un trato correcto: se les permitió sentarse en la cubierta y poder leer novelas de la biblioteca del buque. Sin embargo, la actitud provocadora de buena parte de los detenidos fue motivo para que las autoridades pusieran fin a estos privilegios. Los oficiales implicados en la conjura fueron juzgados en Consejo de Guerra por las autoridades republicanas, a bordo del Uruguay. El general Manuel Cardenal presidió el tribunal militar que juzgó a los oficiales sublevados. El 11 de agosto los generales Goded y Fernández Burriel fueron juzgados por haber dirigido la rebelión militar, condenados a muerte y fusilados al día siguiente en el foso del castillo de Montjuic. El general Legorburu también terminaría siendo fusilado. Unos días después, el 26 de agosto, después de haber sido juzgados en corte marcial, también fueron fusilados otros cabecillas de la rebelión: el comandante de Infantería López-Amor, y los capitanes López Belda, López Varela y Lizcano de la Rosa.
Estos juicios contrastaron con la situación que se vivió en la retaguardia barcelonesa, donde la presencia de millares de personas que portaban armas y actuaban de forma incontrolada provocó un problema de dificilísima solución, como el propio comisario de Orden Público, Federico Escofet, reconocería posteriormente. Además, en el seno de las nuevas autoridades revolucionarias que se habían constituido existían figuras que toleraron o contribuyeron a esta situación, como fue el caso de Aurelio Fernández Sánchez, jefe del Departamento de Investigación del Comité de Milicias Antifascistas, que autorizó un asalto al barco-prisión Uruaguay en el que fallecieron numerosos detenidos derechistas. En la retaguardia catalana se organizaron numerosos patrullas de incontrolados que iban comentiendo asesinatos de todos aquellos que consideraran fascistas y enemigos del pueblo. Pocos días después del estallido de la contienda, a comienzos de agosto, habían sido asesinadas 500 personas en Barcelona.